# La Campaneta
La Campaneta (cuya traducción en castellano sería La Campanilla) es una aldea de la localidad española de Orihuela, en la provincia de Alicante. Cuenta con 1179 habitantes.

## Fiestas patronales
Las fiestas de la Campaneta en honor a la patrona, la Virgen del Pilar, comienzan el 26 de septiembre. Se podría decir que finalizan el día 12 de octubre, el día de la Hispanidad, aunque siempre suele haber prolongaciones.
Las fiestas son muy variables, desde retreta multicolor, campeonatos de fútbol, futbolín, póquer, marcha de bicicrós, romería en honor a la patrona...
Los días festivos más importantes son el último sábado del mes de septiembre cuando se realiza la retreta multicolor, el primer domingo del mes de octubre donde se celebra una romería y el 12 de octubre, día de la patrona en el que los campaneteros le homenajean con una solemne procesión.
Desde hace unos años se está incorporando para las fiestas patronales un concurso de decoración de calles, donde cada año se suman más calles a este concurso, siendo el premio para la calle ganadora un cordero, el cual, servirá de excusa para juntarse todos los vecinos de esa calle en una comida. También reciben premio en metálico las calles que quedan en segundo y tercer puesto.  
También se celebran las fiestas de San Juan; el 24 de junio en el barrio "Los Pisos".

## Historia
La Campaneta carece de historia significativa. El lugar siempre ha sido de uso agrícola, y la población llegó de forma rural para cuidar estos campos en el pasado, asentándose en diseminados y a la orilla de los canales, que usaban de desagüe (como en el Camino Viejo de Almoradí). Las tierras campaneteras siempre pertenecieron a Orihuela, anteriormente a la pedanía de San Bartolomé. De esta misma aldea se independizó La Campaneta alrededor del año 1940, con la construcción de su iglesia, para formarse como una pedanía diferenciada, que ha ido ganando territorios (como el del tanatorio) a costa de San Bartolomé con el paso de los años gracias a decretos de subdivisión internos del municipio de Orihuela. 
La patrona de La Campaneta es la Virgen del Pilar, que fue adquirida por primera vez para la parroquia por una persona individual como donación tras haber prometido regalar una virgen al pueblo si esta persona se salvaba de la pena de muerte que le fue adjudicada en tiempos de la Guerra Civil. El pueblo aun así, quería tener una virgen comprada por todos sus habitantes, así que compraron otra Virgen del Pilar más grande que la anterior, por ende, actualmente La Campaneta tiene dos figuras de la virgen.
La iglesia actual, llamada "Iglesia de Nuestra Señora del Pilar" se erigió en 1949 sobre las ruinas de una antigua ermita dedicada a María Santísima del Pilar, construida en 1732, fecha en la que La Campaneta se inicia teóricamente como población, ya que antes este nombre era dado a los campos de cultivo de la zona. El pueblo llegó a ser pedanía cuando, con la nueva iglesia, se solicitó la separación de la pedanía oriolana a la que pertenecían, San Bartolomé, cosa que se culminó en 1955 con orden de Pablo Barrachina y Estevan.
En La Campaneta no llegaron las principales batallas de la Guerra Civil, pero si que podemos ver señales del daño que hizo con los hombres que perecieron fusilados o en el frente. En el pueblo hay dos monumentos conmemorativos a dos víctimas de los llamados paseos, uno en el Barrio San José y otro en la Vereda La Palmera.

## Zonas
La Campaneta históricamente ha sido parte de la Huerta de Orihuela, el Camino Viejo de Almoradí, Puente los Cirios (localmente llamado Corea) y la Vereda del Praet articulaban la pedanía, antes de la construcción de la carretera CV-91. Además de tener viviendas diseminadas entre los huertos y distintas veredas y caminos de tierra. El pueblo se amplió a principios de la década de los 70 con la construcción del Barrio de Los Pisos (ubicado en la parte norte de la carretera principal), se construyeron nuevos barrios de bungalows a finales de los años 90 y principio de los 2000. El primero y más extenso es el Barrio Nuevo. Pertenece al distrito IX de Orihuela, según la subdivisión que hizo el ayuntamiento en 2012 tras declararse Orihuela como "gran ciudad". 
Oficialmente La Campaneta es una pedanía de Orihuela que se subdivide en dos núcleos de población oficiales: el Barrio Nuevo y Puente Los Cirios, siendo el núcleo del pueblo el Camino Viejo de Almoradí. Podemos subdividir el pueblo aún más en veredas, barrios o caminos, siendo de cierta relevancia local: Barrio Nuevo, Barrio Los Pisos, Barrio Puente Los Cirios, Barrio San José, Barrio de Bar Lorca, Barrio de La Cruz de Hierro, Barrio de Los Bartolos, Camino Viejo de Almoradí, La Zanja, La Dotora, El Palomaret, el tanatorio, Paraje Puente Los Cirios, Vereda de El Praet, Vereda Lo Rana, Vereda Don Fernando, Vereda la Fábrica, Vereda Guardalacapa y Vereda La Dotora.

## Paisaje

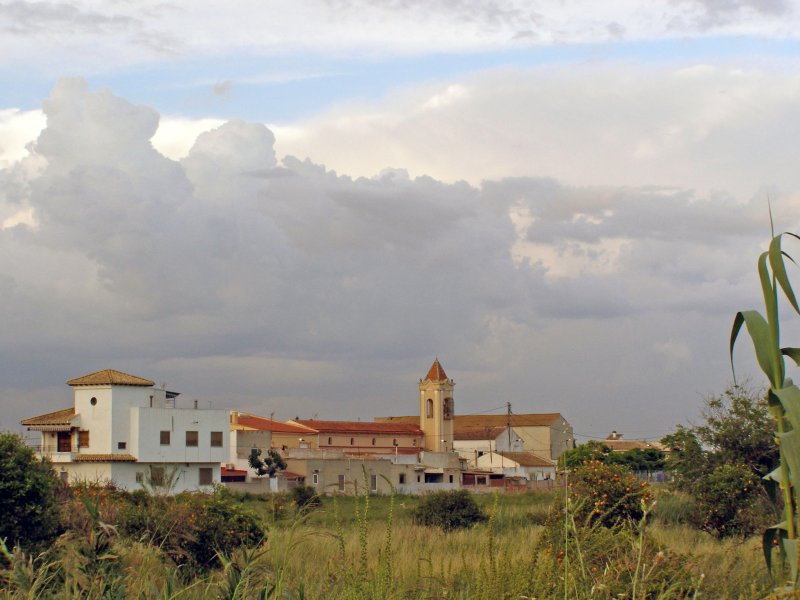
La Campaneta.

La Campaneta tiene un paisaje fundamentalmente rural, con pequeñas zonas urbanizadas. Vista desde arriba, La Campaneta es prácticamente un manto verde y marrón. La huerta forma un gran papel en el paisaje, donde se cultivan toda clase de productos, principalmente cítricos, aunque también es fácil ver patatas, alcasiles y muchos más vegetales.
La Campaneta es un pueblo muy silencioso y donde se acogerá muy bien a las personas que quieran vivir a las afueras de la ciudad.

## Actividades deportivas
Hacia 2007, un grupo de jóvenes formaron en la Campaneta un club deportivo, Senda Bike, que cuenta con una pista polideportiva donde se pueden practicar varios deportes como el fútbol sala, voleibol, tenis o baloncesto. También cuenta con una sala cubierta donde se imparten clases de zumba, yoga o spinning. Aunque el club en su inicio estaba orientado a la práctica del ciclismo y el senderismo, posteriormente, se ha ido desviando también hacia otros deportes. En el año 2013 se formó un equipo local de fútbol sala con la ayuda de la alhóndiga los 3 puentes, que debutó en la liga local de Orihuela, pero al año siguiente desapareció. A pesar de la fugaz experiencia, el club sigue funcionando y en su seno se siguen practicando deportes como el spinning y el ciclismo.
- Datos: Q6461499
- Multimedia: La Campaneta / Q6461499